# Демидов, Иван Дмитриевич
Демидов Иван Дмитриевич (26 сентября 1904 года, с. Ездаково (ныне не существует) Арзамасского уезда Нижегородской губернии — 1963 год, Ленинград) — советский инженер и организатор производства.

## Биография
Окончил Ленинградский военно-механический институт (1935), инженер-механик.
В 1927—1938 гг. — на Ленинградском заводе № 77: слесарь, нормировщик, заведующий исследовательским бюро, начальник подготовки производства, помощник технического директора, начальник цеха, начальник ОТК завода, заместитель главного инженера, главный инженер; в 1938—1941, 1943—1944 гг. — директор Высокогорского механического завода (г. Нижний Тагил); в 1941—1943 гг. — начальник 4-го главного управления Наркомата боеприпасов СССР, главный инженер Новосибирского комбината № 179.
Под его руководством на ВМЗ широко внедрялась механизация производственных процессов, построены и сданы в эксплуатацию ряд новых цехов, компрессорная электроподстанция, создана школа мастеров социалистического труда, в годы Великой Отечественной войны в двух цехах внедрен поточный метод производства снарядов. Внёс вклад в строительство жилья для рабочих, создание санатория для рабочих, больных туберкулезом.
Награждён орденами Трудового Красного Знамени (1939), Красной Звезды (1942).